# Noordoost-Friesland

Noordoost-Friesland is een streek in de Nederlandse provincie Friesland. Het gebied herbergt twee oude cultuurlandschappen; het Terpengebied als onderdeel van de Kleistreek en het Woudengebied dat onderdeel is van het Nationaal Landschap Noordelijke Friese Wouden.

## Gemeenten in de streek
De huidige gemeenten:
- Noardeast-Fryslân
- Dantumadeel

Totaal: 64.774 inwoners (bron CBS), stand op basis van voormalige gemeentes in 2014
In een breder kader (ANNO samenwerkingsverband) horen ook Achtkarspelen en Tietjerksteradeel tot de streek;
- Achtkarspelen (27.938 inwoners)
- Tietjerksteradeel (31.940 inwoners)

Totaal: 124.625 inwoners (bron CBS)

## Voorzieningen
De streek heeft de stad Dokkum als centrum, daar liggen belangrijke voorzieningen als het voortgezet onderwijs en het medisch zorgplein voormalig ziekenhuis De Sionsberg. Het ziekenhuis was in 2014 failliet verklaard maar op 26 januari 2015 werd Sionsberg heropend als een medisch centrum voor diagnostiek en dagbehandelingen.
Door de streek loopt de spoorlijn Groningen-Leeuwarden met stations in Hardegarijp (station Hurdegaryp), Buitenpost, Zwaagwesteinde (station De Westereen) en Veenwouden (station Feanwâlden). Vanuit Holwerd vertrekt de boot naar Ameland. Net buiten de streek ligt de havenplaats Lauwersoog waarvandaan de boot naar Schiermonnikoog vertrekt. Hier is ook de Visafslag Lauwersoog te vinden die mede in eigendom is van de gemeente Dongeradeel.

## Bestuurlijke toekomst
De vier noordelijke gemeenten in het gebied, Dongeradeel, Dantumadeel, Ferwerderadeel en Kollumerland hebben een overeenkomst gesloten om per 1 januari 2017 ambtelijk te fuseren, in de vorm van een gemeenschappelijke regeling. Oorspronkelijk was het de bedoeling deze vier gemeenten ook bestuurlijk te laten fuseren, maar Dantumadeel zag hier in de loop van 2016 van af, en zal (bestuurlijk) een zelfstandige gemeente blijven. De gemeenten Dongeradeel, Ferwerderadeel en Kollumerland zijn in 2019 gefuseerd tot de nieuwe gemeente Noardeast-Fryslân.
Achtkarspelen en Tietjerksteradeel werken ambtelijk samen maar er wordt nog niet gewerkt aan een gezamenlijke organisatie.